# Thomas Woods
Thomas E. Woods, Jr. (nacido en 1972) es un historiador estadounidense, analista político y escritor revisionista "paleolibertario" estadounidense, considerado en su momento un autor de superventas por la lista "New York Times-bestselling author". Tiene una Licenciatura de la Universidad de Harvard y un título PhD de la Universidad de Columbia. Fue profesor miembro del Departamento de Historia del Suffolk County Community College de Nueva York hasta el 2006, y ahora es un académico residente y profesor del Instituto Mises, además de miembro de la junta editorial del Journal of Libertarian Studies, y académico asociado del Instituto Abbeville.
Woods es un converso al catolicismo. Es autor del polémico libro The Church and the Market: A Catholic Defense of the Free Economy, y asimismo ha sido editor asociado de The Latin Mass Magazine. Su libro más conocido es su superventas The Politically Incorrect Guide to American History (Regnery Publishing, 2004).

## Pensamiento político
En sus artículos sobre el espectro político de los estadounidenses, Woods hace una aguda distinción entre los pensadores derechistas con los que simpatiza (paleoconservadores), y los pensadores neoconservadores, usualmente por medio de un análisis del origen intelectual y político de ambas escuelas de pensamiento. Refiriéndose a los últimos escribió:

La tradicional simpatía de los conservadores por el Sur de los Estados Unidos, su gente y su tradición, evidente en la obra de tan grandes conservadores estadounidenses como Richard M. Weaver y Russell Kirk, empezó a desaparecer.... Los neoconservadores son en gran medida influenciados por Woodrow Wilson, con tal vez una huella de Theodore Roosevelt.... Ellos creen en una presencia agresiva de los EE-UU prácticamente en todas partes, y en la expansión de la democracia alrededor del mundo, por medio de la fuerza de ser necesario.... Los neoconservadores suelen tener una tendencia a querer agencias de gobierno más eficientes; los paleoconservadores desean menos agencias gubernamentales. Ellos generalmente admiran al presidente Franklin Delano Roosevelt y las políticas excesivamente intervencionistas de su New Deal. Los neoconservadores no son precisamente conocidos por su conciencia de presupuesto, y nunca escucharás de ellos alguna intención de incursionar seriamente en el aparato federal.

### La Ley de Woods
En agosto de 2006 Woods se adjudicó la autoría de una ley, la Ley de Woods, que enuncia que: 

Cuando el sector privado introduce una innovación que hace que los pobres vivan mejor que cuando esta no existía, o que ofrece beneficios o términos que nadie más está preparado para ofrecerles, alguien, en nombre de la ayuda a los pobres, pugnará por su restricción o abolición.

Aplicó este postulado en un artículo sobre los préstamos por adelantado del reembolso (Refund anticipation loans) y los esfuerzos por detener tales prácticas, que según él están basados en la suposición errónea de que tales préstamos abusan de las clases bajas como señalan otros autores que tratan el tema.

## Obras

### Como autor
- The Church and the Market: A Catholic Defense of the Free Economy (2005), ISBN 0-7391-1036-5
- The Church Confronts Modernity: Catholic Intellectuals and the Progressive Era (2004), ISBN 0-231-13186-0
- The Great Facade: Vatican II and the Regime of Novelty in the Catholic Church (junto con Christopher Ferrara; 2002), ISBN 1-890740-10-1
- How the Catholic Church Built Western Civilization  (2005), ISBN 0-89526-038-7
- The Politically Incorrect Guide to American History (2004), ISBN 0-89526-047-6
- 33 Questions About American History You're Not Supposed to Ask (Por ser publicada, julio de 2007) ISBN 0-307-34668-4
- Meltdown: A Free-Market Look at Why the Stock Market Collapsed, the Economy Tanked, and Government Bailouts Will Make Things Worse (February 2009) (ISBN 1-5969-8587-9) & (ISBN 978-1-5969-8587-2)

### Como editor
- Brownson, Orestes (2003, reprint of 1875 edition). The American Republic. Gateway Editions. ISBN 0-89526-072-7.
- Choate, Rufus (2002). The Political Writings of Rufus Choate. Gateway Editions. ISBN 0-89526-154-5.
- Rothbard, Murray (2007). The Betrayal of the American Right. Ludwig von Mises Institute. (Por ser publicada, 2007 )
- We Who Dared to Say No to War: American Antiwar Writing from 1812 to Now. Basic Books. 2007. ISBN 1568583850. (Co-edited with Murray Polner.)